# 윤진화
| 본명 | 윤진화(시인)                                       |   |                                                         |
| 출생 | 1974년 전라남도 나주시 [1]대한민국                 |   |                                                         |
| 성별 | 여성                                               |   |                                                         |
| 국적 | 대한민국                                           |   |                                                         |
| 학력 | 서울과학기술대학교 서울과학기술대학교 문예창작학과 | - | 명지대학교 명지대학교 일반대학원 문예창작학과 석사 수료 |
| 등단 | 2005년 세계일보 신춘문예 〈모녀의 저녁식사〉       |   |                                                         |

- 윤진화(윤진화, 1974년 ~ )는 대한민국의 시인이다.
- 1974년 전라남도 나주시 명하쪽빛마을에서 태어나 서울과학기술대학교 문예창작학과를 졸업하였다. 명지대학교 일반대학원 문예창작학과 석사과정을 수료하였다.

1. 등단
```
2005년
 
세계일보
 
신춘문예
 〈모녀의 저녁식사〉가 당선되면서 작품 활동을 시작했다.
```

2. 2005년 대구시무대지원작 <춘권양기찬옹>의 극대본도 썼다
3. 작품
```
 
시집
```

```
     2011년《
우리의 야생소녀
》(
문학동네
)
```

```
     2019년《
모두의 산책
》(문학수첩)

```